# Videogiochi nel 1973
Eventi rilevanti avvenuti nell'industria dei videogiochi nel 1973. 
Per un elenco delle voci su giochi usciti nell'anno vedi Categoria:Videogiochi del 1973.

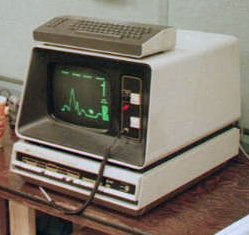
Moonlander sul DEC GT40, un precursore di Lunar Lander

Nel 1973 l'industria videoludica era attiva appena da un anno con Atari: l'unica casa produttrice di videogiochi al tempo.
Gli unici titoli pubblicati commercialmente nel 1973 furono Gotcha (simile a Pong) e Space Race, entrambi ancora monocromatici.
Altri titoli storici uscirono a livello non industriale, tra questi Maze War, un antenato degli sparatutto in prima persona sviluppato su minicomputer, e la prima edizione su libro di Animal, un classico esercizio di programmazione.